# 米凯·孔蒂宁
米凯·孔蒂宁（芬蘭語：Micke Kontinen，1992年12月18日—），是一名退役的芬兰男子网球运动员。他是芬兰网球运动员亨利·孔蒂宁的弟弟。
孔蒂宁在2014年9月15日获得了职业生涯最高的ATP单打排名355位。他在2014年5月26日取得了职业生涯最高的ATP双打排名489。
孔蒂宁在2013年瑞典网球公开赛的双打比赛中首次亮相，当时他和艾萨克·阿维森是外卡选手，但在第一轮就输给了馬丁·亞洛德和乔奥·索萨。

## 链接
- 米凯·孔蒂宁（英文/西班牙文）的官方資料
- {{ITF profile}} 模板参数使用了ITF的url中已弃用的数字ID，请参见en:Template:ITF profile。
- 米凯·孔蒂宁的官方資料（英文）